# Filip Topol
Filip Topol (12. června 1965 Praha – 19. června 2013 Praha) byl český zpěvák, pianista, skladatel, spisovatel a textař, vůdčí osobnost kapely Psí vojáci.

## Život
Narodil se v Praze. Jeho otcem byl dramatik Josef Topol a matkou Jiřina Topolová, dědečkem z matčiny strany spisovatel Karel Schulz a starším bratrem básník a spisovatel Jáchym Topol.
Poprvé vystoupil v roce 1978 jako třináctiletý sólově na Hrádečku u Václava Havla v úvodu legendárního koncertu Plastic People of the Universe Pašijové hry velikonoční. Hrál písně na texty svého o tři roky staršího bratra Jáchyma.
Ještě téhož roku založil spolu se svými spolužáky ze základní školy kapelu Psí vojáci, jejíž název inspirovali indiánští válečníci z románu Malý velký muž. Napsal pro ni nespočet písňových textů. Jednou z nejznámějších je píseň Žiletky, podle které roku 1994 byl uveden stejnojmenný film a ve kterém si zahrál hlavní roli. Za svou kariéru natočil dvě sólová alba a jedno s orchestrem.
Od roku 1983, hned po maturitě na gymnáziu v Radotíně, pracoval jako programátor pro podnik Svazu invalidů META, a to až do profesionalizace kapely na podzim roku 1989.
Dlouhodobě se potýkal se zdravotními potížemi a problémy s alkoholem, prodělal řadu operací, při nichž mu lékaři odebrali polovinu slinivky.
Poslední koncert s ním odehráli Psí vojáci 25. května 2013 v Amsterdamu.

## Adresy pobytu, pamětní desky a pomníky
- Praha–Holešovice, Antonínská ulice 424/8 – na fasádě domu, kde Filip Topol žil, byla 12. června 2017, kdy by oslavil 52. narozeniny, odhalena pamětní deska s textem Žij ten život / památce hudebníka Filipa Topola. Citát pochází z textu písně Prší II. Desku navrhl v roce 2015 výtvarník Viktor Karlík.[6]

## Diskografie
- Sakramiláčku (Indies Records, 1995)
- Střepy (Indies Records, 1999)
- Filip Topol & Agon Orchestra (Indies Records, listopad 2001)
- Nebe je zatažený (Indies Records, 2019)[7][8]

### Účast
- 10 let bez Mejly (Guerilla Records, 2011)

## Herecká filmografie
- 1994 – Žiletky
- 2000 – Praha mizerná
- 2000 – Andělé tě hlídají
- 2001 – Chvála bláznivosti
- 2002 – A.B.C.D.T.O.P.O.L.
- 2008 – Sestra

### Vydání v překladech
- Maďarsky: Ékszerész Károly útja Korzikára, překlad Ottília Barna, Korma Könyvek, Budapest 2002
- Bělorusky: Карла Эалатара падарожжа на Корсыку, překlad Вераніка Бяльковіч (Veranika Bjal’kovič), Часопіс ARCHE-Пачатак, Мінск 2007
- Nizozemsky: De reis naar Corsica, překlad Edgar de Bruin, Uitgeverij Voetnoot, Antwerpen 2008